# 奥田敏輝
奥田 敏輝（おくだ としてる、1949年1月2日 - 2006年9月14日）は、大阪府豊中市出身のプロ野球選手。

## 来歴・人物
大阪府立桜塚高等学校では2年秋からエース、主将となる。1966年夏の甲子園府予選では6試合完封、58.1イニング連続無失点を記録し、準決勝では大阪学院大高の江夏豊と投げ合い1-0で完封勝ち。しかし決勝は北陽高の橋本和行、園田喜則の継投の前に0-4で完封負け、甲子園出場を逸する。北陽高には中堅手の長崎慶一もいた。
1966年の一次ドラフト5位で阪神タイガースに入団。1968年から一軍で起用され、中継ぎで7試合に登板する。1969年にはウエスタン・リーグで15勝を挙げ、最多勝を獲得。しかし一軍では結果を残せず、1972年をもって退団した。スリークォーターから決めダマのシンカーとカーブを使うピッチングが持味であった。
引退後はサラリーマン生活を経て、水道関連の会社を興す。
江夏豊とは阪神でも同期入団となり、友人関係が続く。1996年には、前述の甲子園府予選準決勝の30周年記念として、桜塚高校対大阪学院大学高校の再対決を実現させた。

## 詳細情報

### 年度別投手成績
| 年 度     | 球 団     | 登 板 | 先 発 | 完 投 | 完 封 | 無 四 球 | 勝 利 | 敗 戦 | セ 丨 ブ | ホ 丨 ル ド | 勝 率 | 打 者 | 投 球 回 | 被 安 打 | 被 本 塁 打 | 与 四 球 | 敬 遠 | 与 死 球 | 奪 三 振 | 暴 投 | ボ 丨 ク | 失 点 | 自 責 点 | 防 御 率 | W H I P |
| --------- | --------- | ----- | ----- | ----- | ----- | -------- | ----- | ----- | -------- | ----------- | ----- | ----- | -------- | -------- | ----------- | -------- | ----- | -------- | -------- | ----- | -------- | ----- | -------- | -------- | ------- |
| 1968      | 阪神      | 7     | 0     | 0     | 0     | 0        | 0     | 0     | --       | --          | ----  | 46    | 11.0     | 13       | 2           | 1        | 0     | 0        | 10       | 0     | 0        | 5     | 5        | 4.09     | 1.27    |
| 1969      | 阪神      | 2     | 0     | 0     | 0     | 0        | 0     | 0     | --       | --          | ----  | 13    | 2.2      | 3        | 0           | 1        | 0     | 0        | 2        | 0     | 0        | 1     | 0        | 0.00     | 1.50    |
| 通算：2年 | 通算：2年 | 9     | 0     | 0     | 0     | 0        | 0     | 0     | --       | --          | ----  | 59    | 13.2     | 16       | 2           | 2        | 0     | 0        | 12       | 0     | 0        | 6     | 5        | 3.21     | 1.32    |

### タイトル
- ウエスタンリーグ最多勝：1回（1969年）

### 背番号
- 72 （1967年入団当初）
- 30 （1967年 - 1968年）
- 13 （1969年 - 1970年）
- 32 （1971年）
- 48 （1972年）